# Fred Edward Fiedler
Fred Edward Fiedler (* 13. Juli 1922 in Wien; † 8. Juni 2017) war einer der führenden Industrie- und Organisationspsychologen des 20. Jahrhunderts. Er ist als Begründer der Kontingenztheorie und aufgrund seiner Forschung zu menschlichen Charakterzügen und persönlichen Eigenschaften von Führungskräften und zu Führungsstilen sowie diesbezüglichem Verhalten bekannt geworden. 1967 führte er das bekannte Fiedlersche Eventualitätsmodell ein.

## Leben
- 1938 emigrierte er in die Vereinigten Staaten.
- 1940 absolvierte Fiedler die Highschool und hatte eine Reihe von einfachen Jobs in Indiana, Michigan und Kalifornien und einem Job bei der Michigan Electric Company.
- Im Sommer 1942 schrieb sich Fiedler in Technikkursen an der Michiganer Pädagogischen Westhochschule (jetzt Michiganer Westuniversität, in Kalamazoo) ein, reiste dann jedoch zur Universität Chicago.
- Von 1942 bis 1945 diente er in der US-Armee und wurde zur Entschlüsselung von Telefonkommunikationen sowie im Bereich öffentlicher Sicherheit ausgebildet.
- Am 14. April 1946 heiratete Fiedler Judith M. Joseph. Sie haben auf dem Gebiet der Forschung zusammengearbeitet und im Laufe der Jahre vier Kinder bekommen.
- Später entwickelte er Interesse an der Psychologie. Im November 1945 ging Fiedler zur Universität Chicago zurück und setzte sein Studium der Psychologie im Januar 1946 fort. 1947 wurde er zum MBA in industrieller und Organisationspsychologie graduiert, woran sich eine Dissertation in klinischer Psychologie 1949 zur Wirkung der Vorbeugenden Psychotherapie anschloss.
- Fiedler studierte weiter unter Lee Cronbach und Donald Campbell, Louis Leon Thurstone und Thelma G. Thurstone, Donald Fiske, Carl Rogers und William Foote Whyte.
- Seine vergleichenden Untersuchungen der therapeutischen Beziehungen, welche durch Experten und Laien der psychoanalytischen, nichtdirektiven und der Schule von Alfred Adler beeinflusst waren, sind seine am häufigsten zitierten Arbeiten.
- 1947 wurde er stellvertretender Direktor mit einem Marineforschungsvertrag an der University of Illinois (Pädagogische Fakultät). Seine Arbeit während dieser Periode mit Donald Fiske und Lee Cronbach begründete sein lebenslanges Interesse am Thema der Menschenführung.
- Von 1950 bis 1969 war Fiedler an der Fakultät der Universität Illinois tätig, wo er das Labor für Gruppenwirksamkeitsforschung (GERL) leitete und zum Dekan der sozialen, differenziellen, Persönlichkeits- und Industriepsychologie-Fakultäten ernannt wurde. Seine Frau arbeitete als Forschungssoziologe im universitätseigenen Forschungszentrum.
- 1969 ging Fiedler zur University of Washington, wo er bis zu seinem Ruhestand 1993 wirkte. Dort setzte er eine organisatorische Forschungsgruppe ein und leitete die Abteilung für Gruppenwirksamkeitsforschung.

## Fiedlers Arbeiten
Gegen Ende der 1940er Jahre bewegte Fiedler die Betonung von Charakterzügen und persönlichen Eigenschaften von Vorgesetzten bei bestimmten Führungsstilen und das Verhalten von Vorgesetzten zur Führungsforschung.
Die von ihm entwickelte Leistungskurve in Abhängigkeit von individueller Unzufriedenheit (sog. Leistungsbusen) besagt, dass Menschen in absoluter Zufriedenheit und vollkommener Bedürfnisbefriedigung keinen Leistungsanreiz verspüren und mit zunehmender Unzufriedenheit zunächst eine messbare Leistungssteigerung zu verzeichnen ist. So genügt bereits die Befürchtung Zufriedenheit zu verlieren, um eine gewisse Leistungsbereitschaft zu erzielen.
Bei weiter steigender Unzufriedenheit bleibt die Leistungskurve jedoch über einen längeren Anstieg der persönlichen Unzufriedenheit nahezu linear, während eine sehr stark ausgeprägte Unzufriedenheit sogar demotivierend und somit leistungsmindernd wirkt. Erst wenn die persönliche Unzufriedenheit so weit ansteigt, dass Gefühle von Panik und Angst zu dominieren beginnen, steigt die Leistungsbereitschaft enorm an (Leistungsreserve), um bei Überschreiten der persönlichen Leistungsgrenze abrupt und vollkommen in sich zusammenzubrechen.
Nach Aussage des Ethikverbandes der deutschen Wirtschaft (EVW e.V.) hilft die Arbeit von Fiedler die schlechten Ergebnisse falscher Personalführung vieler Vorgesetzte zu verstehen, die ihre Mitarbeiter in der Absicht eine hohe Leistungssteigerung zu erzielen ohne Rücksicht auf die Mitarbeiterzufriedenheit in Richtung ihrer Belastungsgrenze (Mehrarbeit, Projektverantwortung, Kundenakquise) bringen und dabei tatsächlich keine Leistungssteigerung erzielen. Die Beobachtung, dass eine Erhöhung der persönlichen Unzufriedenheit über weite Bereiche keinen messbaren Leistungsanstieg bewirkt, hat demnach zur Folge, dass die relative Zufriedenheit des Mitarbeiters immer weiter gesenkt wird und die ungerichtete Mehrbelastung ohne individuelle Berücksichtigung der ungenutzten Ressourcen beim Einzelnen nur zur Demotivation führt.
Die weitere Leistungssteigerung aufgrund der Aktivierung von Leistungsreserven des Mitarbeiters basiert auf der Handlungsmotivation zur Überlebens- bzw. Arbeitsplatzsicherung und ist aufgrund der engen Grenzbelastung (siehe Schaubild) kaum lenkbar. Sie führt auf der Grundlage der Erkenntnisse von Fiedler bei absoluter Unzufriedenheit zum plötzlichen und unberechenbaren völligen Zusammenbruch der betrieblichen Spitzenleistung durch überstarke Unzufriedenheit bzw. Angst oder Panik in der konkreten Arbeitssituation.
Fiedler fand bereits 1953 heraus, dass effektive Teams aus Personen bestehen, die psychisch auf Distanz bleiben und sich nur auf die Aufgabe konzentrieren (sog. Fiedler-Werte). Teamfähig sei ein Mitarbeiter nur dann, wenn er gemeinsam mit den Kollegen gegen ein Problem kämpft, jedoch niemals gegen Menschen. Demnach ist ein Mitarbeiter genau dann teamfähig, wenn er ein Problem mit anderen selbst dann optimal löst, wenn er die anderen überhaupt nicht leiden kann (siehe Emotionale Intelligenz).
Rupert Lay entwickelte daraus weitergehende Erkenntnisse zur Teamfähigkeit, nach der diese nicht bedeutet gruppenfähig oder gar pflegeleicht sein zu müssen. Es wird allenfalls eine gewisse Anpassungsfähigkeit benötigt. Teamfähigkeit wird viel mehr durch vernetzte Informationsverarbeitung, das Freisetzen von Kreativität (also realistisches Denken gegen Regeln) und den Erkenntnisfortschritt zur Erarbeitung realitätsdichter Lösungen ausgezeichnet.
Ab Ende der 1960er Jahre bis Mitte der 1980er Jahre wandte Fiedler sich den Leitungsinteressen und Eventualitätsmodellen der Führung zu. Eines der frühesten und am besten bekannten ist sein Eventualitätsmodell der Führungswirksamkeit. Veröffentlicht 1967 als Theorie der Führungswirksamkeit, lenkte das Modell sofort Aufmerksamkeit als die erste Führungstheorie betrieblicher Prägung auf sich, da es die Wechselwirkung zwischen der Führungspersönlichkeit und der Situationskontrolle als Prognose der Führungsleistung erlaubte.
Fiedler war weltweit durch seine Bücher, Vorträge und die Unternehmensberatung bekannt. Er hat in seiner Tätigkeit Forschungsbewilligungen und Zusagen von zahlreichen Regierungsstellen und privaten Geldgebern erhalten. Er hielt Forschungskontakte an der Universität Amsterdams von 1957 bis 1958, an der Katholischen Universität Löwen in Belgien von 1963 bis 1964 und in der Templeton Universität, Oxford von 1986 bis 1987. Er hat als Berater für die Agenturen der verschiedenen föderalistischen und Kommunalverwaltungen und private Unternehmen in den Vereinigten Staaten und auswärts gearbeitet.
Sogar im Ruhestand setzt er es fort, Menschen zu begeistern zur Erforschung von Führungswissen und verwandten Themen anzuregen. Er brachte die Eventualitätstheorie der Führung sehr früh in seiner Karriere in die wissenschaftliche Diskussion und hat Jahre damit verbracht, sie bereitwillig mit seinen Kritikern zu diskutieren. Fiedler bot zusätzliche Forschung und alternative Erklärungen beruhend auf seinen eigenen Untersuchungen und dem wachsenden Feld von Kenntnissen an.

## Anerkennungen und Vereinigungen
- Fiedler wurde durch die amerikanische Psychologische Vereinigung gewürdigt für seine Forschung 1971 und für seine Beiträge zur militärischen Psychologie 1979.
- Er erhielt den Stogdill-Preis für Bemerkenswerte Beiträge zur Führung 1978.
- Die amerikanische Akademie des Managements ehrte Fiedler als bemerkenswerten Pädagogen im Management 1993.
- Die Gesellschaft für die Industrie- und Organisationspsychologie erkannte seine hervorragenden wissenschaftlichen Beiträge 1996 an.
- 1999 präsentierte die Amerikanische Psychologische Gesellschaft Fiedler mit seinem James McKeen Cattell Award.
- Fiedler war Mitglied der Internationalen Vereinigung der Angewandten Psychologie und einer der ehemaligen Präsidenten dieser Organisation im Bereich der Organisationspsychologie.
- Er war Mitglied der amerikanischen Psychologischen Vereinigung und
- Mitglied der Gesellschaft für experimentelle Soziale Psychologie sowie
- Mitglied der Psychologischen Vereinigung des mittleren Westen der USA.
- Fiedler war Autor oder Co-Autor für mehr als 200 wissenschaftliche Publikationen und mehrere Bücher. Seine Artikel wurden oft zitiert und sind durch die meisten anerkannten Zeitschriften in den Feldern der Psychologie, der Führung und des Managements veröffentlicht worden.